# Snostsqali
Snostsqali (georgiska: სნოსწყალი) är ett vattendrag i Georgien. Det ligger i den nordöstra delen av landet, i regionen Mtscheta-Mtianeti. Snostsqali mynnar som högerbiflod i Terek (Tergi).